# Караульная (северная гора, Новоуральский городской округ)
Карау́льная — гора на Среднем Урале, в окрестностях города Новоуральска Свердловской области России. Высота — 576,1 метра. На вершине находится смотровая вышка.

## География
Гора Караульная находится в северо-западной части Новоуральского городского округа, к западу от закрытого города Новоуральска, приблизительно в двух километрах от городского периметра и почти в пяти киллметрах от центра города. Высота вершины над уровнем моря — 576,1 метра.
Караульная гора находится на восточном отроге Бунарского хребта и фактически является продолжением на восток Красных гор. Гору покрывает сосновый лес. На вершине есть небольшая поляна, где находится смотровая вышка.
На Караульной горе берут истоки несколько мелких рек верх-нейвинского края. На северном склоне, к северу и северо-западу от вершины горы, начинаются реки Андреевка и Казанка. Истоки рек находятся не далее километрового радиуса от вершины. На восточном склоне Караульной горы в весеннее время протекает множество мелких водотоков, сливающихся в один Безымянный ручей, прозванный в народе речкой Веснянкой. Тем не менее, к лету Веснянка почти пересыхает.

### Путь на гору
Добраться до Караульной горы можно пешком либо на транспорте повышенной проходимости (на мотоцикле, квадроцикле или снегоходе). На гору ведёт двухкилометровая лесная дорога. Дорога начинается от Объездного шоссе Новоуральска, в юго-западном углу гаражного сектора, тянущегося вдоль автодороги. До самого начала просёлочной дороги можно доехать на автомобиле. В данной местности Объездное шоссе проходит наиболее близко к линии электропередач, по которой проходит граница города. Забор, окружающий Новоуральск, в данной местности не охраняется, контрольно-пропускных пунктов нет. Примерно в 250 метрах от ЛЭП на пути расположен благоустроенный родник «Зелёное сердце». Здесь же находится деревянный мост через упомянутый выше Безымянный ручей. Из-за разлива весной подъём на гору затруднителен. Далее необходимо продолжать движение по лесной дороге до вершины горы, которую венчает вышка.

## Смотровая вышка
На вершине Караульной горы находится тридцатиметровая металлическая вышка. Ранее она была пожарно-караульной, с чем связано название горы. В настоящее время вышка не охраняема и открыта для путешественников. Она оборудована вертикальной лестницей с ограждением с четырьмя промежуточными площадками — пятая, самая верхняя, является смотровой площадкой. Смотровая площадка является отличным местом обзора окружающей местности — с неё открывается вид на город Новоуральск, посёлок Верх-Нейвинский и их окрестности. При хорошей погоде виден даже Верхний Тагил.